# Niantic
Niantic (Nehantic), /od Naïantukq-ut ="point of land on a [tidal] river or estuary."/ pleme Algonquian Indijanaca iz Rhode Islanda i Connecticuta, podijeljeni na zapadne i Istočne Niantice. Niantici su izvorno bili jedan narod koji se podijelio na Istočne i Zapadne invazijom Pequota i Mohegana. Njihova rana populacija iznosila ke oko 4,000, ali ih je 1620., preostalo oko 1,500. Njihovo područje prostiralo su u Novoj Engleskoj od ušća rijeke Connecticut istočno do jugoistočnog Rhode Islanda, uključujući ovdje i Block Island u Long Island Soundu. Podijelom plemena Zapadni Niantici ostadoše u središnjem dijelu južnog Connecticuta a Istočni u jugozapadnom Rhode Islandu. Između njih ugnjezdili su se Pequoti i Mohegani. 
Niantici i Pequoti bijahu veoma ratoborni, a Zapadni se udružiše s Pequotima, te su gotovo uništeni 1637. tijekom Pequot Wara. Tek nešto preživjelih (oko 100) uspjelo se zaštiti kod Mohegana. Njihovih potomaka još možda ima među Moheganima i Pequotima u Connecticutu. -Istočni Niantici postali su saveznici Narragansetta, te nastaviše živjeti do iza Rata Kralja Filipa (King philip's War) kao posebno pleme. Oko 1680. udružili su se s Narragansettima pod iemnom Narragansett. Država Rhode Island 1800.-tih ukinula im je plemsnki status, da bi se opet reorganizirali 1983. Narragansetti i (Istočni) Niantici danas zajedno broje oko 2,400 duša.

## Jezik
Jezik niantic je Y-dijalekt srodan onom kojim se služe plemena Pequot, Mohegan, Narragansett i Montauk.

## Sela
- Eastern Niantic:

Wekapaug.
- Western Niantic:

Niantic (Nehantucket), Old Lyme i Oswegatchie.

## Vanjske poveznice
- Margaret Odrowaz-Sypniewska, The Niantic Nation
- Niantic  Arhivirana inačica izvorne stranice od 26. rujna 2007. (Wayback Machine)